# Lieper Winkel

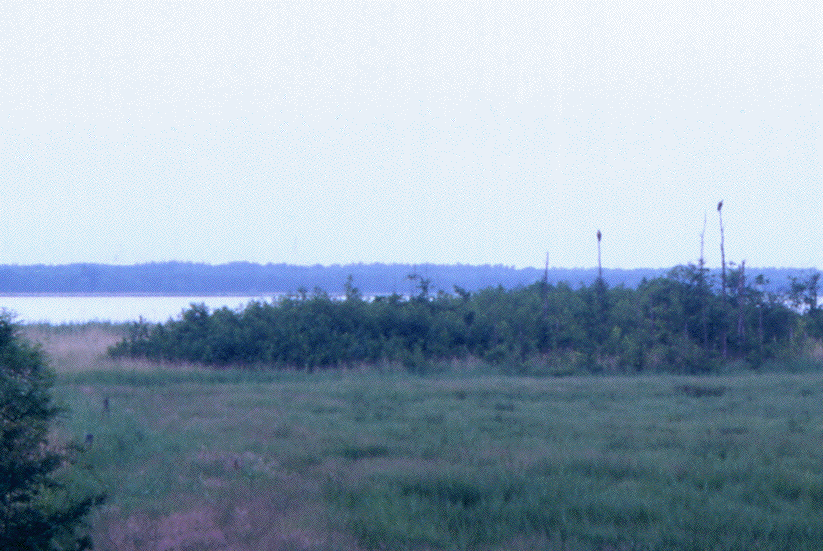
Rastende Seeadler auf abgestorbenen Uferbäumen

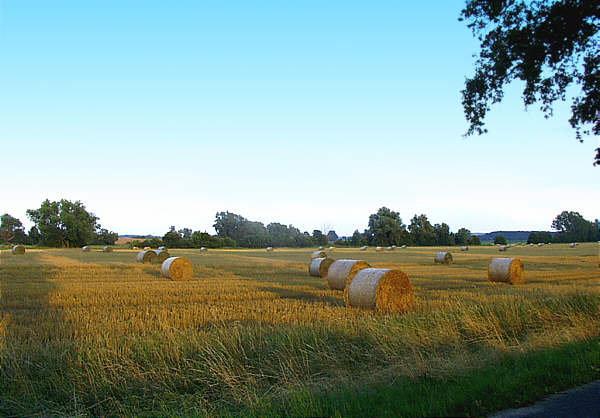
Sommerabend im Lieper Winkel

Der Lieper Winkel ist eine zur Insel Usedom gehörende Halbinsel. Sie befindet sich zwischen Achterwasser und Peenestrom. Die Halbinsel gehört zur Gemeinde Rankwitz, die acht Dörfer umfasst. Die Gemeinde besteht aus dem Kernort Rankwitz mit Hafen, hinzu kommen Grüssow, Krienke, Quilitz, Reestow, Suckow, Warthe und der namensgebende Ort Liepe.
Krienke liegt am Südrand des Lieper Winkels. Das drei Kilometer südlicher liegende Suckow gehört im geographischen Sinn nicht mehr zur Halbinsel. Gegenüber auf der Festlandseite befindet sich der Lassaner Winkel.

## Geschichte
Die Halbinsel Lieper Winkel wurde schon frühzeitig besiedelt. Vor der Christianisierung Usedoms durch Otto von Bamberg ab 1128 waren auf der gesamten Insel Slawen ansässig, wie die in den frühesten Urkunden dokumentierten Ortsnamen bezeugen. Es wird angenommen, dass sie zum Stamm der Liutizen gehörten. Im Jahr 1187 wurde der Lieper Winkel erstmals urkundlich erwähnt. Herzogin Anastasia, die Witwe des Pommernherzogs Bogislaw I., schenkte nach der Urkunde das Gebiet mit seinen Dörfchen (lat. villulae) dem bei der Stadt Usedom gelegenen Kloster Grobe.
Es dauerte jedoch mehr als ein Jahrhundert, bis diese Schenkung auf der gesamten Halbinsel umgesetzt war. 1275 war noch von undurchdringlichen Wäldern die Rede, die die Chorherren zur Erschließung roden lassen mussten. Die erste Kirche ist für 1216 in Liepe vermerkt. Alle übrigen Dörfer der heutigen Gemeinde Rankwitz werden erst in späteren Jahren erwähnt. 1309 mit dem Umzug des Klosters nach Pudagla sind weitere Namen dokumentiert.
Die zum Kloster Kammin (Kamień Pomorski) auf dem Festland gehörenden südlich an der Halbinsel gelegenen Orte Krienke und Suckow wurden 1270 durch einen von Pommern-Herzog Barnim I. initiierten Tauschakt an das Kloster Grobe überlassen.
Ab 1534 wurde die Reformation in Pommern eingeführt, das Kloster Pudagla wie alle anderen Klöster der Insel wurden aufgehoben und in herzogliche Ämter umgewandelt. Unter Philipp I. von Pommern-Wolgast fand 1541 die erste Zählung der Haushaltsvorstände in den Dörfern des Lieper Winkels statt. 51 Bauern und Kötter wurden genannt, wobei zu einem Haushalt im Mittel sechs bis zehn Personen gehörten. Grüssow war mit 14 Namen die größte Dorfgemeinschaft, ist jedoch heute eine der drei kleinsten.
Im Dreißigjährigen Krieg wurde der Lieper Winkel mehrfach geplündert und außerdem von der Pest heimgesucht. Nach dem Ende des Krieges stellte eine vorläufige Bestandsaufnahme 1666 einen Bevölkerungsrückgang auf 33 Familien fest. Die systematische, durch die schwedische Obrigkeit vorgenommene Landesaufnahme von 1693 dokumentierte mit 57 registrierten Familien fast wieder den Vorkriegszustand.
Nach dem Zweiten Nordischen Krieg (Großer Nordischer Krieg) 1720 fiel der Lieper Winkel wie ganz Usedom an Preußen. Von den preußischen Steuerbehörden wurden alle sechs Jahre umfassende Volkszählungen für die einzelnen Dörfer durchgeführt. Die Namen aus den schwedischen Unterlagen wurden korrigiert und die unteren Bevölkerungsschichten (Gesinde) wurden erfasst. Eine lokal tätige Forschungsgruppe ist in Zusammenarbeit mit einem Heimatverein noch damit beschäftigt diese Akten auszuwerten und hat schon erste Ergebnisse publiziert. Daraus ergibt sich, dass Mitte des 19. Jahrhunderts nahezu 1200 Einwohner erreicht wurden, die höchste Bevölkerungsanzahl der Halbinsel. Aus dem Vergleich unterschiedlicher Daten kann geschlossen werden, dass in den Dörfern wenige Familien mit vielen Kindern lebten. Der Großteil der Kinder ist in jungen Jahren gestorben.
Durch die beiden Weltkriege und Emigration in urbane Zonen kam es zu einem Rückgang der Bevölkerung um fast 50 %. Die heutige (Gesamt-)Gemeinde Rankwitz zählt mit Stand vom 30. Juni 2005 noch 656 Personen.
Bis in die Mitte des 19. Jahrhunderts hinein war auf der Insel Usedom der Lieper Winkel das einzige einheitliche Gebiet mit einer Tracht. Mittelalterliche Traditionen haben sich lange gehalten. Im Städtischen Museum Kaffeemühle von Wolgast ist noch eine komplette Frauentracht zu besichtigen, die 1948 auf einem Dachboden in Warthe gefunden wurde.
Bis zur Wende waren (besonders) in Warthe organisierte Ferienunterkünfte vorhanden. Seither entwickelt sich der Tourismus langsam zunehmend. Der Charakter der Halbinsel blieb ländlich und naturverbunden, so wird das Gebiet bevorzugt von Gästen aufgesucht, die diesen Charakter suchen.

## Verkehrsanbindung
Bis zum Ende des 19. Jahrhunderts gab es keine Straße durch diese abgelegene Gegend. Durch das in weiten Teilen verbreitete Sumpfgebiet waren die Dörfer nur auf dem Wasserweg erreichbar. Von 1896 bis 1898 wurde die als Allee ausgestaltete Hauptverkehrsstraße gebaut, die Suckow, Krienke, den Kernort und Hafen der Gemeinde Rankwitz sowie Liepe einbindet und in Warthe endet. Diese Straße geht von der Bundesstraße 110 nach Norden ab. Die übrigen Dörfer waren bis 2006 nur über Betonplattenwege erreichbar, diese Verbindungsstraßen wurden seither als feste Straßen ausgebaut.

## Tourismus

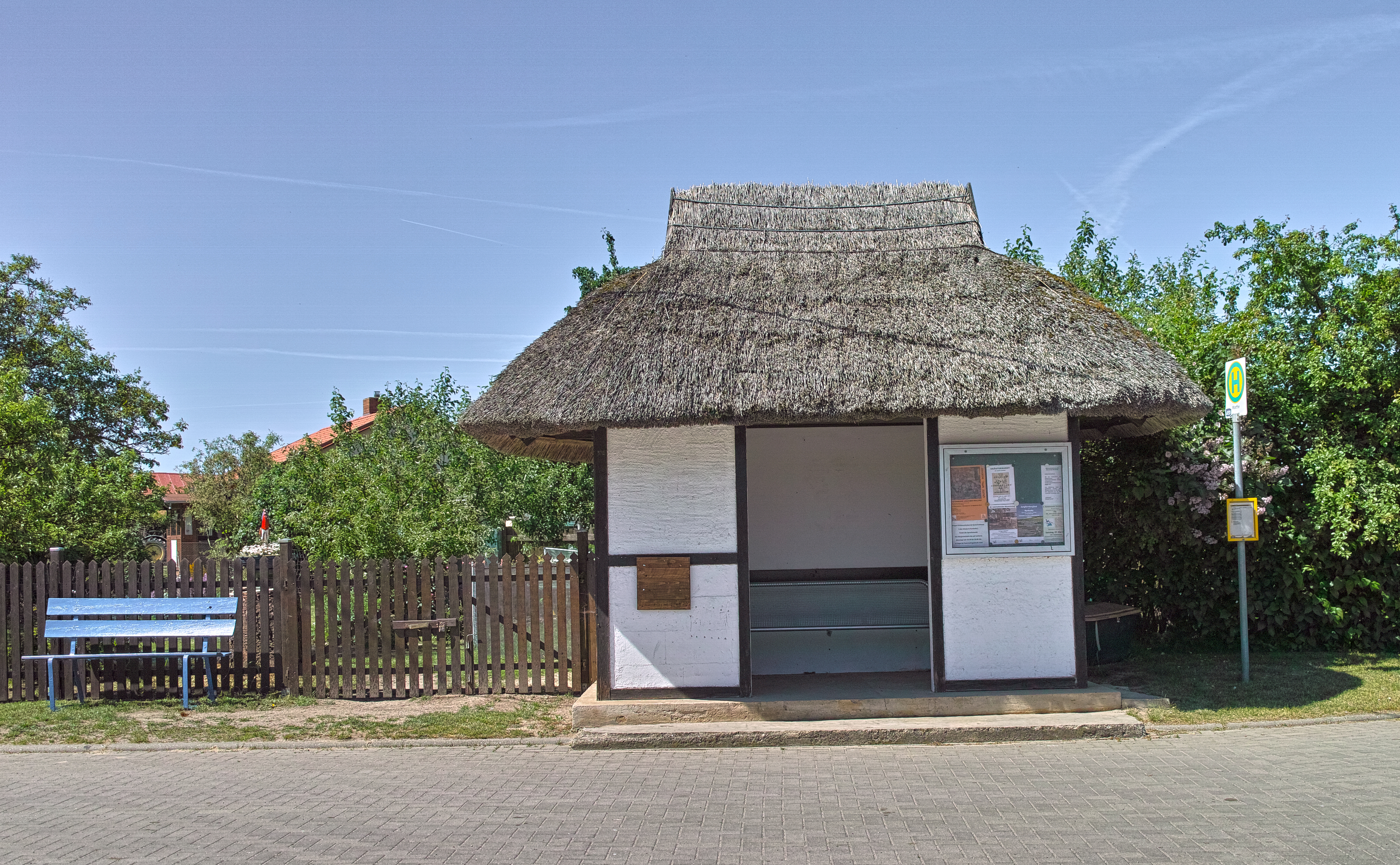
Reetgedecktes Fachwerk-Wartehäuschen im Lieper Winkel

Der gesamte Lieper Winkel ist in den organisierten Tourismus der Badeorte Usedoms noch nicht aktiv eingebunden. Die Region setzt auf individuelle Besucher, welche die Ruhe suchen. Die Halbinsel lässt sich mit dem Fahrrad, zu Fuß oder per Boot erkunden. Einige Dörfer wurden seit der Wende mit renovierten, reetgedeckten Häuser aufgewertet, farbige Fassaden und Blumengärten verstärken den freundlichen Eindruck.
Typisch für die Region sind die Wartehäuschen an den Bushaltestellen in Fachwerkbau mit Reetdach. Kleine Läden und mehrere Restaurants sind für Tagesausflügler aus den Badeorten geeignet. Zudem sind Ferienwohnungen privater Vermieter und kommerzielle Ferienobjekte in erheblicher Zahl vorhanden.
Die historischen Haupterwerbszweige Fischerei, Land- und Forstwirtschaft sowie das traditionelle ländliche Leben im Lieper Winkel werden im Museum „Heimathof Lieper Winkel“ in Rankwitz mit einer umfassenden Sammlung authentischer Gerätschaften, Bilder und Dokumente dargestellt.